# Motorkapsel
Eine Motorkapsel ist ein Bauteil im Motorraum von Kraftfahrzeugen, zur Dämmung der vom Verbrennungsmotor und Getriebe ausgehenden Geräuschemission.
Nationale oder internationale Gesetze und Verordnungen limitieren die maximal zulässige Geräuschemission eines Kraftfahrzeugs. Typische Kapselungsmaßnahmen zielen daher auf die Reduzierung der seitlichen Schallabstrahlung ab. Motorkapseln werden konstruktiv so in das Fahrzeugkonzept integriert, dass: 
- eine einfache Montage/Demontage
- eine gute Wartungsfreundlichkeit
- eine Nachrüstung

möglich ist. 
Durch eine intelligente Auslegung stellt die Temperaturbelastung durch den Motor kein Problem dar und es wird zusätzlich eine deutliche Reduktion des Strömungswiderstandes des Unterbodens erreicht.